# 서산향교 은행나무
서산향교 은행나무(瑞山鄕校 은행나무)는 대한민국 충청남도 서산시 동문동 서산향교에 있는 은행나무이다. 2008년 4월 10일 충청남도의 기념물 제173호로 지정되었다.

## 개요
충청남도 지정 기념물 제116호로 지정된 서산향교 경내에 있는 거목이다. 1982년 10월 15일 시나무로 지정되었다. 둘레 430cm, 높이 33m 소유자 및 관리자 서산향교로 되어 있다.
이 나무는 조선 이조정랑 한여현이 지은 우리지역 최초의 군지인『호산록(1619)』의 향교조에 선인이 은행나무 네 그루를 심었다고 전해지는데 이들 나무 중 하나로 추정수령이 430년으로 역사가 깊다.

## 같이 보기
- 서산향교

## 참고 자료
- 서산향교은행나무 - 국가유산청 국가유산포털